# Phyllis Haver
Pour les articles homonymes, voir Haver.
Phyllis O'Haver (connue comme Phyllis Haver) est une actrice américaine, née le 6 janvier 1899 à Douglass (Kansas), morte le 19 novembre 1960 à Sharon (Connecticut).

## Biographie
Phyllis Haver débute au cinéma dans un court métrage sorti en 1916. Suivent de nombreux autres courts métrages produits par Mack Sennett (dont A Janitor's Vengeance de Charles Avery en 1917, avec Harry Depp et Claire Anderson), où elle est l'une des « Bathing Beauties », aux côtés notamment de Louise Fazenda et Gloria Swanson.
Parmi ses cent-quatre films muets américains, mentionnons également Calvaire d'apôtre de Maurice Tourneur (1923, avec Richard Dix et Mae Busch), le western Trois Sublimes Canailles de John Ford (1926, avec George O'Brien et Olive Borden), ou encore Quand la chair succombe de Victor Fleming (1927, avec Emil Jannings et Belle Bennett).
Hormis quelques films partiellement sonorisés sortis en 1928 et 1929 (dont Thunder de William Nigh, son avant-dernier film, avec Lon Chaney), Phyllis Haver se retire à l'avènement du parlant, tenant seulement un petit rôle non crédité dans un ultime film sorti en 1930.
Elle se suicide en 1960, à 61 ans.

## Filmographie partielle
(CM = court métrage)
- 1916 : Plaisirs d'été (Sunshine) d'Edward F. Cline (CM)
- 1917 : A Janitor's Vengeance de Charles Avery (CM)
- 1917 : Les Déboires de Philomène (Are Waitresses Safe?) de Hampton Del Ruth et Victor Heerman (CM) : rôle non crédité
- 1917 : La Noce à Boursouflé (en) (The Pullman Bride) de Clarence G. Badger (CM) : Passagère du train
- 1917 : A Prairie Heiress (CM, réalisateur non spécifié)
- 1917 : Erreur de chambre (A Bedroom Blunder) de Edward F. Cline et Hampton Del Ruth
- 1918 : It Pays to Exercise de F. Richard Jones et Hampton Del Ruth (CM) : L'assistante du dentiste
- 1918 : Those Athletic Girls d'Edward F. Cline
- 1918 : Whose Little Wife Are You? d'Edward F. Cline (CM) : « Bathing Beautie »
- 1919 : Vite, mariez-nous ! (The Foolish Age) de F. Richard Jones (CM) : La fille du banquier
- 1919 : Salome vs. Shenandoah de Ray Grey, Erle C. Kenton, et Ray Hunt
- 1920 : Love, Honor and Behave! de F. Richard Jones et Erle C. Kenton : Mme Milton Robbin
- 1921 : L'Idole du village (A Small Town Idol) de Mack Sennett et Erle C. Kenton : Mary Brown
- 1921 : Love and Doughnuts de Roy Del Ruth (CM) : La petite amie du boulanger
- 1922 : Step Forward de William Beaudine, F. Richard Jones et Gus Meins (CM) : La petite amie de Rodney
- 1923 : The Bolted Door de William Worthington : Natalie Judson
- 1923 : Malec aéronaute (The Balloonatic) de Buster Keaton et Edward F. Cline (CM) : La jeune femme
- 1923 : Le Temple de Vénus (The Temple of Venus) d'Henry Otto : Constance Lane
- 1923 : Calvaire d'apôtre (The Christian) de Maurice Tourneur : Polly Love
- 1924 : The Snob de Monta Bell : Dorothy Rensheimer
- 1924 : Une jeune fille qui se lance (The Perfect Flapper) de John Francis Dillon : Gertrude Trayle
- 1924 : The Foolish Virgin de George William Hill
- 1924 : Les Solitaires (Single Wives) de George Archainbaud : Marion Eldridge
- 1924 : Le Capitaine Blake (The Fighting Coward) de James Cruze : Elvira
- 1924 : Cœur de brigand (Singer Jim McKee) de Clifford Smith : Mary Holden
- 1924 : The Midnight Express de George W. Hill : Jessie Sybil
- 1924 : The Breath of Scandal de Louis Gasnier
- 1924 : Mon grand (So Big) de Charles Brabin : Dallas O'Meara
- 1925 : L'Or rouge (The Golden Princess) de Clarence G. Badger : Kate Kent
- 1925 : New Brooms de William C. de Mille : Florence Levering
- 1925 : Rugged Water d'Irvin Willat : Myra Fuller
- 1925 : Her Husband's Secret de Frank Lloyd : Pansy La Rue
- 1925 : After Business Hours de Malcolm St. Clair : Sylvia Vane
- 1926 : Sa Majesté la Femme (Fig Leaves) d'Howard Hawks : Alice Atkins
- 1926 : Trois Sublimes Canailles (3 Bad Men) de John Ford : Lily
- 1926 : Pourvu que ça dure (The Caveman) de Lewis Milestone : Dolly Van Dream
- 1926 : Docteur Frakass (Hard Boiled) de John G. Blystone
- 1926 : Don Juan d'Alan Crosland : Imperia
- 1926 : Dans la chambre de Mabel (Up in Mabel's Room) de E. Mason Hopper : Sylvia Wells
- 1926 : Au service de la gloire (What Price Glory) de Raoul Walsh : Shanghai Mabel
- 1927 : Le Brigadier Gérard (The Fighting Eagle) de Donald Crisp : Comtesse de Launay
- 1927 : Chicago de Frank Urson : Roxie Hart[1]
- 1927 : The Rejuvenation of Aunt Mary d'Erle C. Kenton : Martha Rankin
- 1927 : Quand la chair succombe (The Way of All Flesh) de Victor Fleming : La tentatrice
- 1928 : La Blonde de Singapour (Sal of Singapore) de Howard Higgin : Sal
- 1928 : L'Éternel Problème (The Battle of the Sexes) de D. W. Griffith : Marie
- 1929 : The Office Scandal de Paul L. Stein : Jerry Cullen
- 1929 : Tonnerre (Thunder) de William Nigh : Zella
- 1930 : She Couldn't Say No de Lloyd Bacon

## Galerie photos

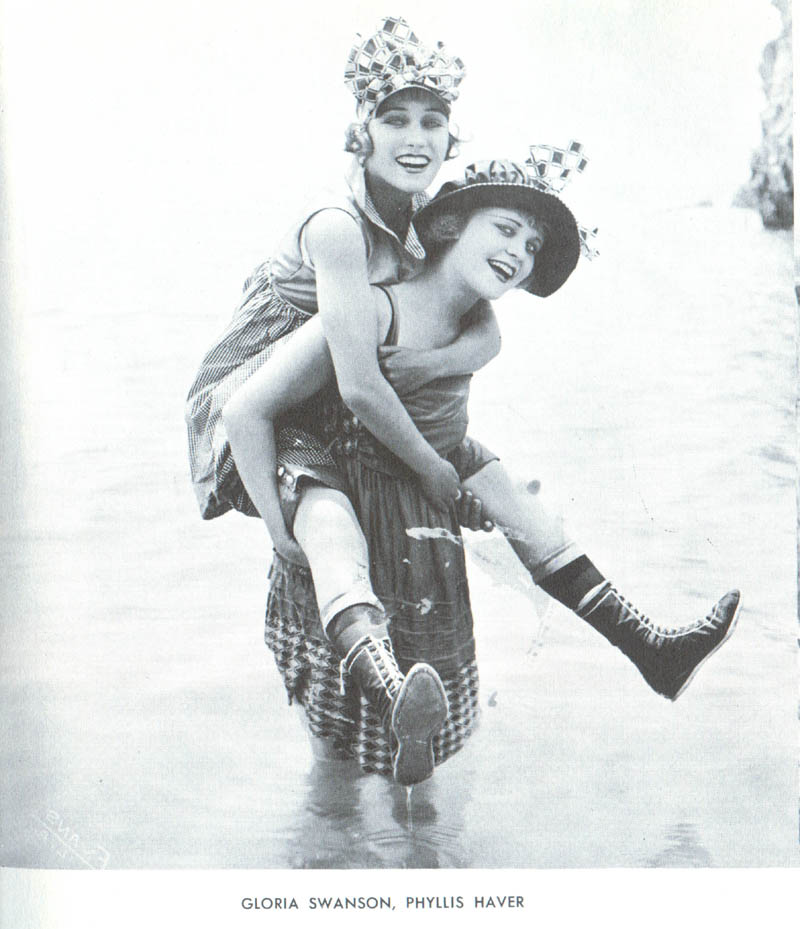
Portant Gloria Swanson (1917, photo promotionnelle)
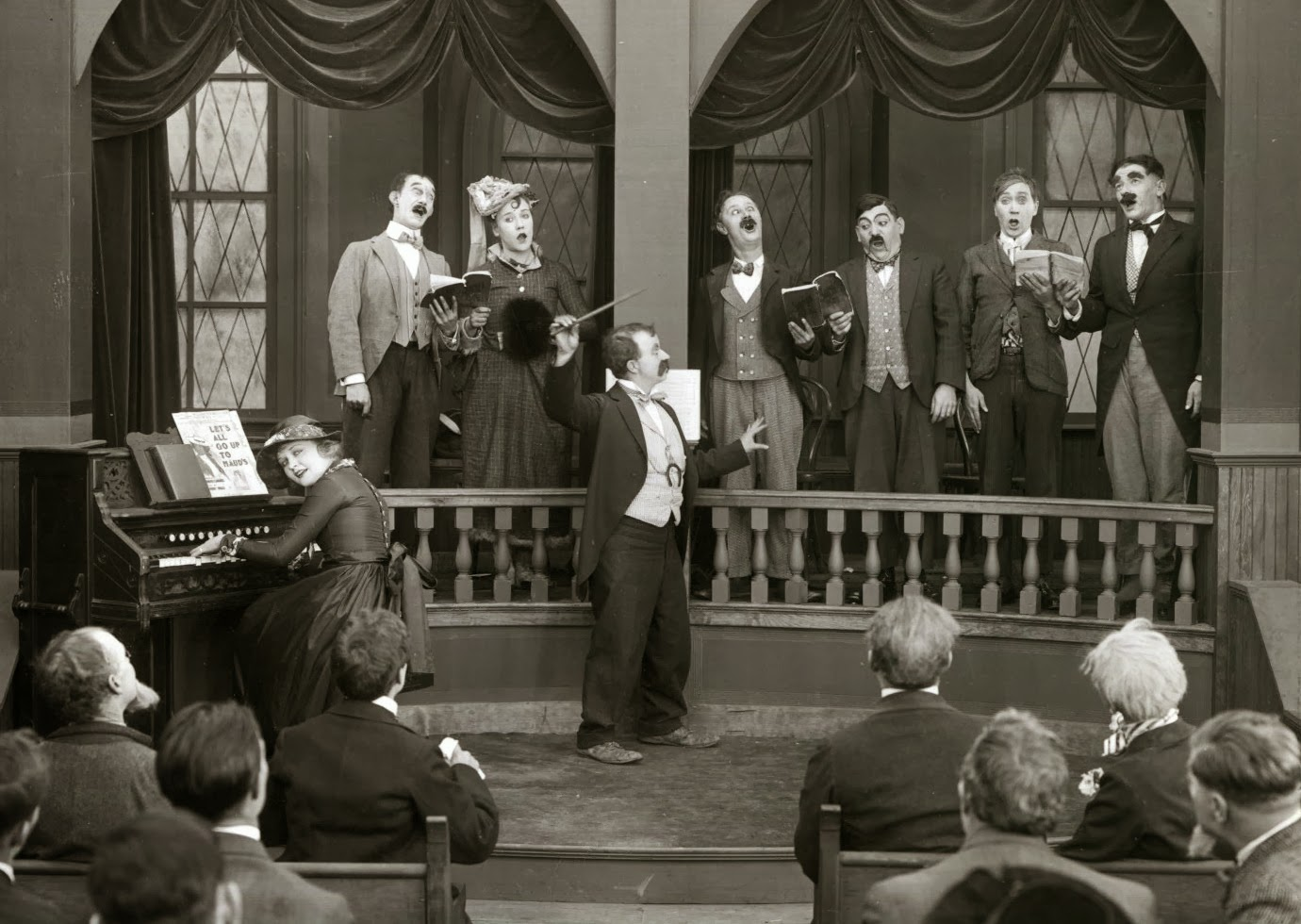
De g. à d., sur la scène : Phyllis Haver, James Finlayson, Louise Fazenda, Chester Conklin, Ben Turpin, Charles Lynn, Paddy McGuire et Garry Odell
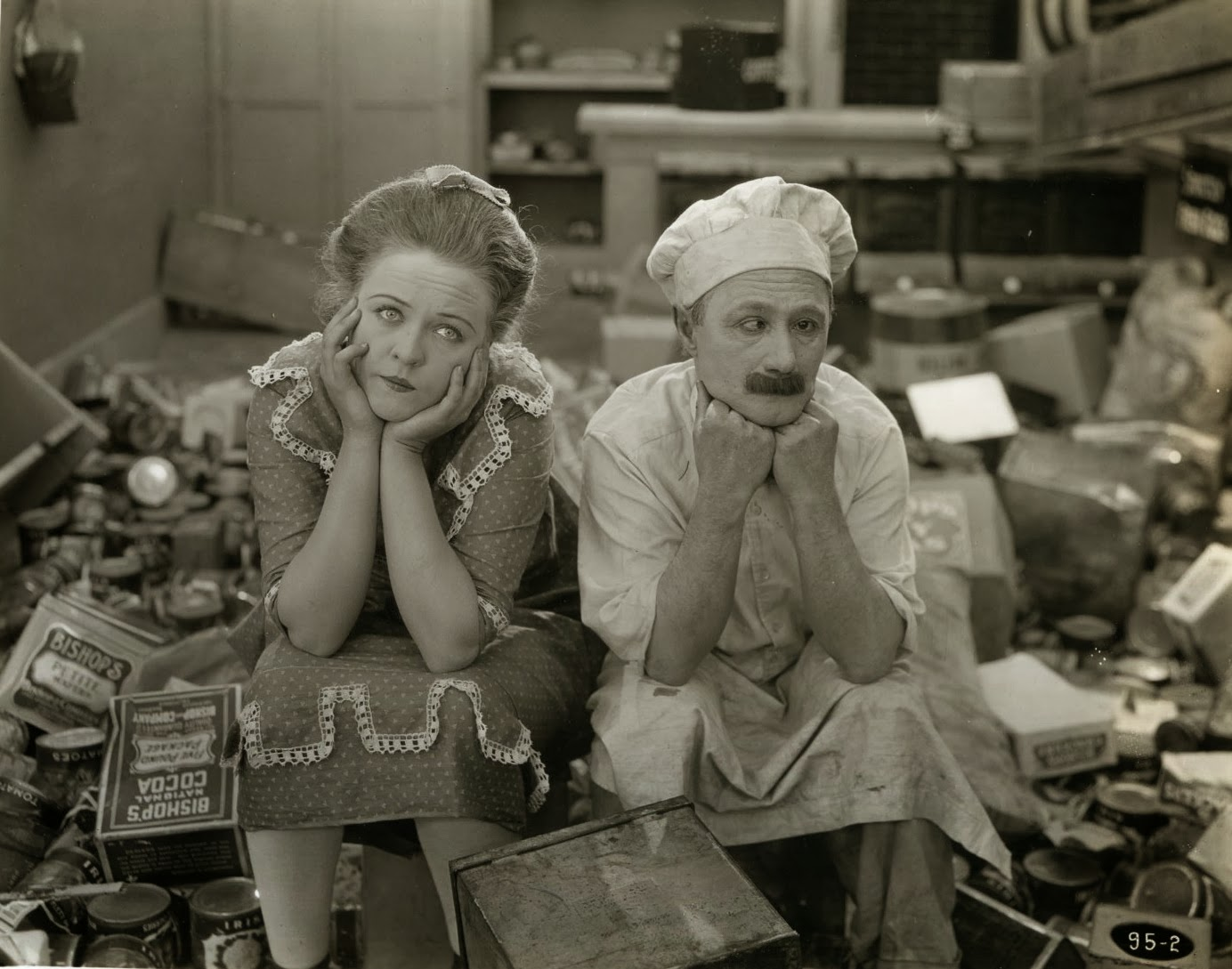
Avec Ben Turpin, dans Love and Doughnuts (1921)
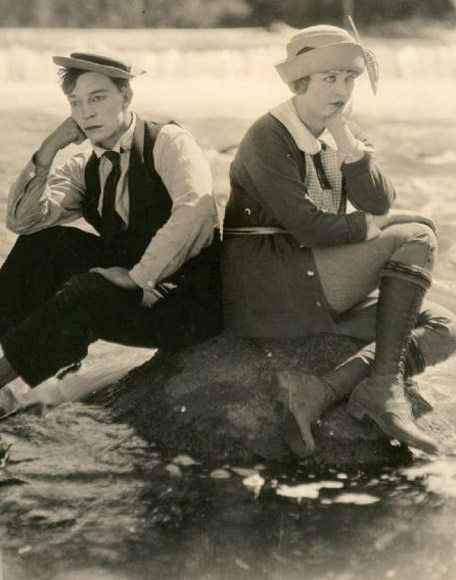
Avec Buster Keaton, dans Malec aéronaute (1923)
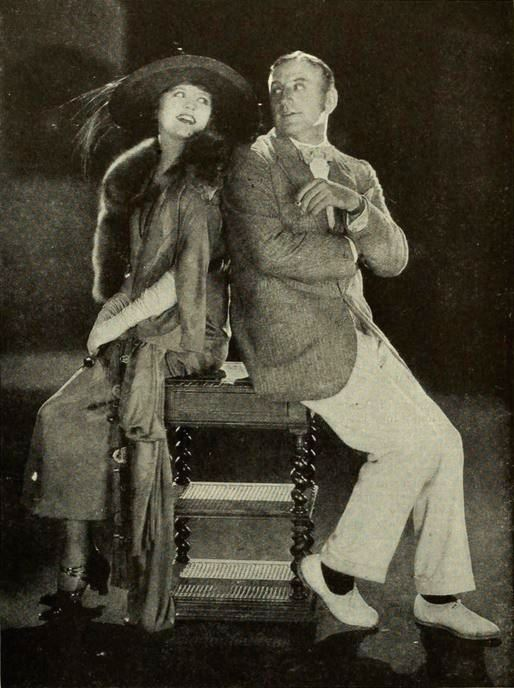
Avec Maurice Tourneur, sur le tournage de Calvaire d'apôtre (1923)